# Richard Lochhead

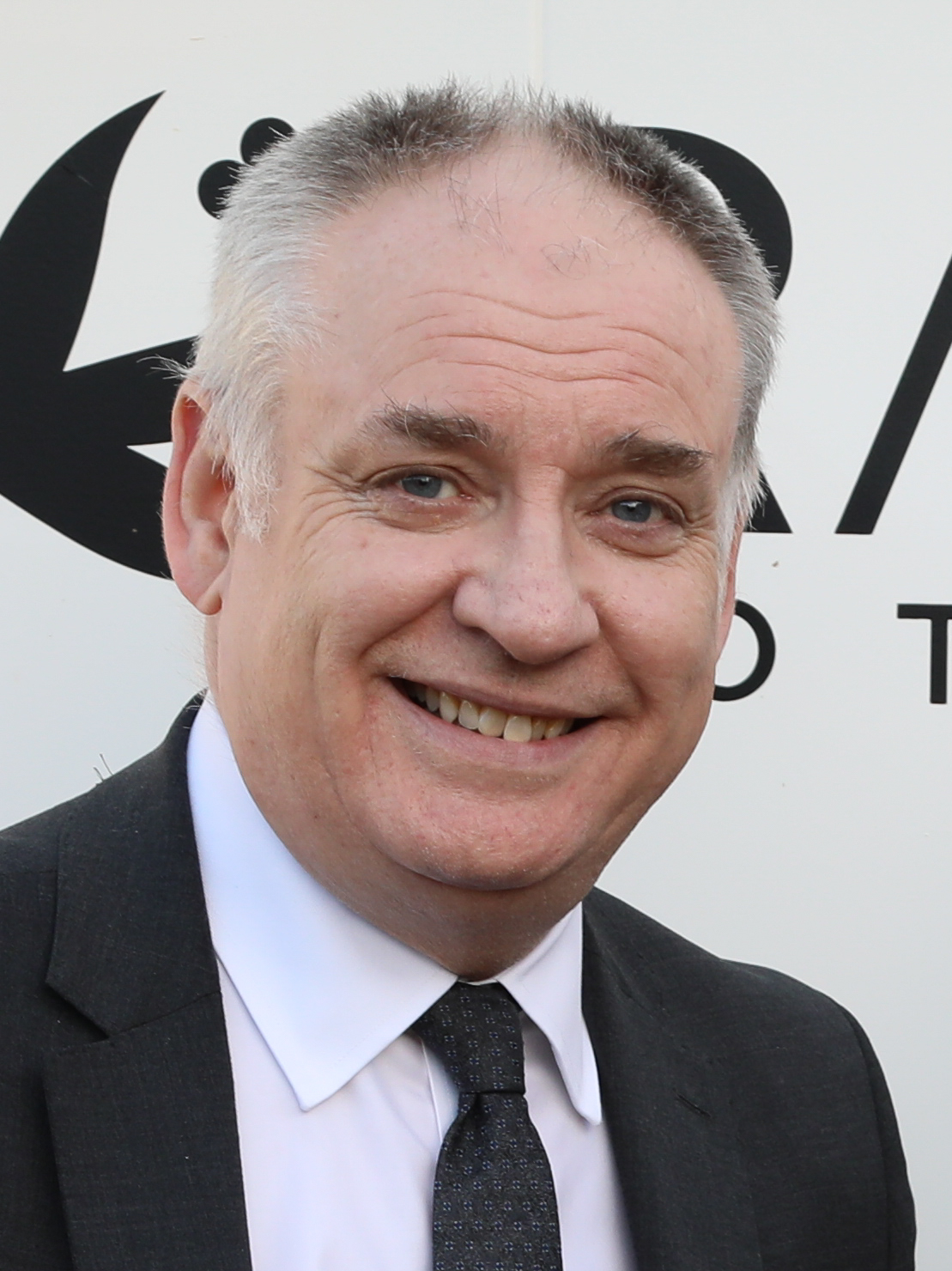
Richard Lochhead (2025)

Richard Lochhead (* 24. Mai 1969 in Paisley) ist ein schottischer Politiker und Mitglied der Scottish National Party (SNP). Er ist verheiratet, Vater zweier Söhne und lebt in Elgin.

## Leben
Lochhead besuchte die Williamson High School in Glasgow und erwarb am Glasgow Central College of Commerce ein HNC in Wirtschaftslehre. Anschließend studierte er Politik an der Universität Stirling und schloss als Bachelor ab. Zwischen 1994 und 1998 war er für den damaligen Unterhausabgeordneten und späteren First Minister Alex Salmond tätig.

## Politischer Werdegang
Erstmals trat Lochhead bei den Parlamentswahlen 1999 zu nationalen Wahlen an. Er kandidierte im Wahlkreis Aberdeen Central, konnte das Direktmandat aber nicht gegen den Labour-Kandidaten Lewis MacDonald erringen. Da Lochhead jedoch auch auf der Regionalwahlliste der SNP für die Wahlregion North East Scotland platziert war, gelang ihm der Einzug in das neugeschaffene Schottische Parlament als einer von sieben Listenkandidaten der Wahlregion. Bei den Parlamentswahlen 2003 verpasste Lochhead abermals das Direktmandat von Aberdeen Central, verteidigte aber sein Listenmandat für North East Scotland.
Am 21. März 2006 verstarb die Abgeordneter des Wahlkreises Moray, Margaret Ewing, weshalb am 27. April 2006 Nachwahlen in diesem Wahlkreis stattfanden. Um bei dieser Wahl kandidieren zu können, gab Lochhead sein Mandat zurück, das bis zum Ende der Legislaturperiode von seiner Parteikollegin Maureen Watt übernommen wurde. Bei der Nachwahl erhielt Lochhead den größten Stimmenanteil und gewann somit das Direktmandat des Wahlkreises. Bei den folgenden Parlamentswahlen in den Jahren 2007 und 2011 verteidigte er sein Mandat. Seit 2007 ist Lochhead Minister für Umwelt und ländliche Angelegenheiten.